# José Canalejas
Pour les articles homonymes, voir Canalejas.
 (mai 2024).
Si vous disposez d'ouvrages ou d'articles de référence ou si vous connaissez des sites web de qualité traitant du thème abordé ici, merci de compléter l'article en donnant les références utiles à sa vérifiabilité et en les liant à la section « Notes et références ».
José Canalejas Méndez, né le 31 juillet 1854 à Ferrol et mort le 12 novembre 1912 à Madrid, est un avocat et homme d'État régénérationniste espagnol. 
Il est ministre de l'équipement, de la Justice, de l'économie et du budget et de l'agriculture, de l'industrie, du commerce et des travaux publics durant la régence de la reine Marie-Christine, puis président du Conseil des ministres et de nouveau ministre du développement et ministre de la Justice sous le règne d'Alphonse XIII.

## Biographie

### Études et carrière professionnelle
Fils d'un ingénieur des chemins de fer, il suit ses études secondaires au lycée Saint-Isidore de Madrid et obtient les titres de docteur en droit et en philosophie à l'université centrale de Madrid. En 1873, il est auxiliaire de chaire mais il échoue à deux concours pour devenir titulaire, raison pour laquelle il abandonne l'enseignement. 
Il intègre la Société de chemins de fer de Madrid à Ciudad Real et Badajoz, dans laquelle il atteint le rang de secrétaire général et est avocat de l'entreprise au cours de procès contre d'autres entreprises de chemin de fer espagnoles. 

### Député
Sympathisant du Parti démocrate progressiste, aux idées républicaines, il l'abandonne à l'avènement de la Restauration bourbonienne pour intégrer les rangs du Parti libéral de Sagasta, dirigé à l'époque par Cristino Martos et avec lequel il participe aux élections de 1881, au cours desquelles il est élu député de Soria. Aux scrutins suivants, il obtient de nouveau un siège de député pour Soria en 1884, puis pour Cadix en 1886 et enfin pour Alicante de 1891 à 1907. Il  renonce à d'autres sièges obtenus à Madrid et Ciudad Real et est même président du Congrès des députés entre 1906 et 1907.

### Ministre
Durant la Régence, il est ministre du développement (Fomento) entre le 14 juin et le 11 décembre 1888, ministre de la Grâce et de la Justice entre le 11 décembre 1888 et le 21 janvier 1890, ministre du Budget entre le 17 décembre 1894 et le 23 mars 1895 et ministre de l'Agriculture, de l'Industrie, du Commerce et des Travaux Publics entre le 19 mars et le 17 mai 1902, poste depuis lequel il lance la création de l'Institut du travail (Instituto del Trabajo), toujours dans des gouvernements présidés par Sagasta. Par la suite, au cours du règne d'Alphonse XIII, il est de nouveau ministre de l'Agriculture, de l'Industrie, du Commerce et des Travaux Publics entre le 17 et le 31 mai 1902 dans le gouvernement Sagasta, puis ministre de la Grâce et de la Justice entre le 29 juin 1911 et le 12 mars 1912 dans son propre gouvernement.
Collaborateur au journal La Democracia, il fonde en 1890 l'influent quotidien Heraldo de Madrid.
En 1897, préoccupé par la situation de Cuba, alors une province d'Espagne, il y fait un séjour afin d'obtenir des informations de première main. Portant un intérêt certain au conflit, il s'inscrit comme volontaire dans les listes de l'armée, dont il porte l'uniforme. À 43 ans, et après avoir été ministre, il sert en tant que soldat et obtient la croix du Mérite militaire.
Une fois connue la situation dramatique de la province de Cuba, il revient en Espagne où il fait part de ses impressions à Sagasta, lequel n'y prête pas une grande attention. Un an plus tard, Cuba est envahie par les États-Unis, avec Porto Rico (qui dépend administrativement de Cuba à l'époque) et les Philippines, en réponse à l'explosion et au naufrage du navire américain USS Maine qui se trouvait en reconnaissance dans la baie de Cuba (explosion dont est accusée l'Espagne, bien qu'aucune preuve tangible n'ait été fournie).
La guerre terminée, il fonde son propre parti en 1902, le Parti libéral-démocrate, et demeure à la tête d'un courant politique de gauche qui défend les idées démocratiques et en faveur de la séparation de l'Église et de l'État.

### Président du gouvernement
Après avoir unifié de façon transitoire les différents courants qui luttaient au sein du libéralisme, il est président du Conseil des ministres entre le 9 février 1910 et le 12 novembre 1912, période au cours de laquelle il préside de fait trois gouvernements et fait réaliser d'importantes réformes. Sur le plan fiscal, avec la suppression de l'impôt sur la consommation, la mise en place du service militaire obligatoire et la limitation de l'installation d'ordres religieux par la loi du cadenas. Accompagné du roi, il se rend au Maroc et ordonne l'occupation de Larache, Asilah et Alcazarquivir en réponse à l'occupation de Fès par les Français. Les négociations qu'il engage avec ces derniers amènent, peu après sa mort, la mise en place du protectorat du Maroc.
Il améliore également la législation sociale et tente de résoudre la question catalane avec un projet de Mancommunauté préparé avec la collaboration d'Enric Prat de la Riba. En matière d'ordre public, il doit utiliser la force pour réprimer la tentative de soulèvement républicain de 1911, marquée par la mutinerie sur la frégate Numancia et les troubles survenus à Cullera, ainsi que la grève ferroviaire de 1912. Il ne parvient pas à réaliser les réformes politiques qui auraient pu permettre de transformer le régime existant en une véritable démocratie, notamment la fin du caciquisme et de la fraude électorale, puisqu'il est assassiné le 12 novembre 1912. Une dure lutte pour la direction du Parti libéral s'engage alors et aboutit à la fin de ce dernier.
Grand orateur, il préside l'Académie royale de jurisprudence et de législation.

### Mort

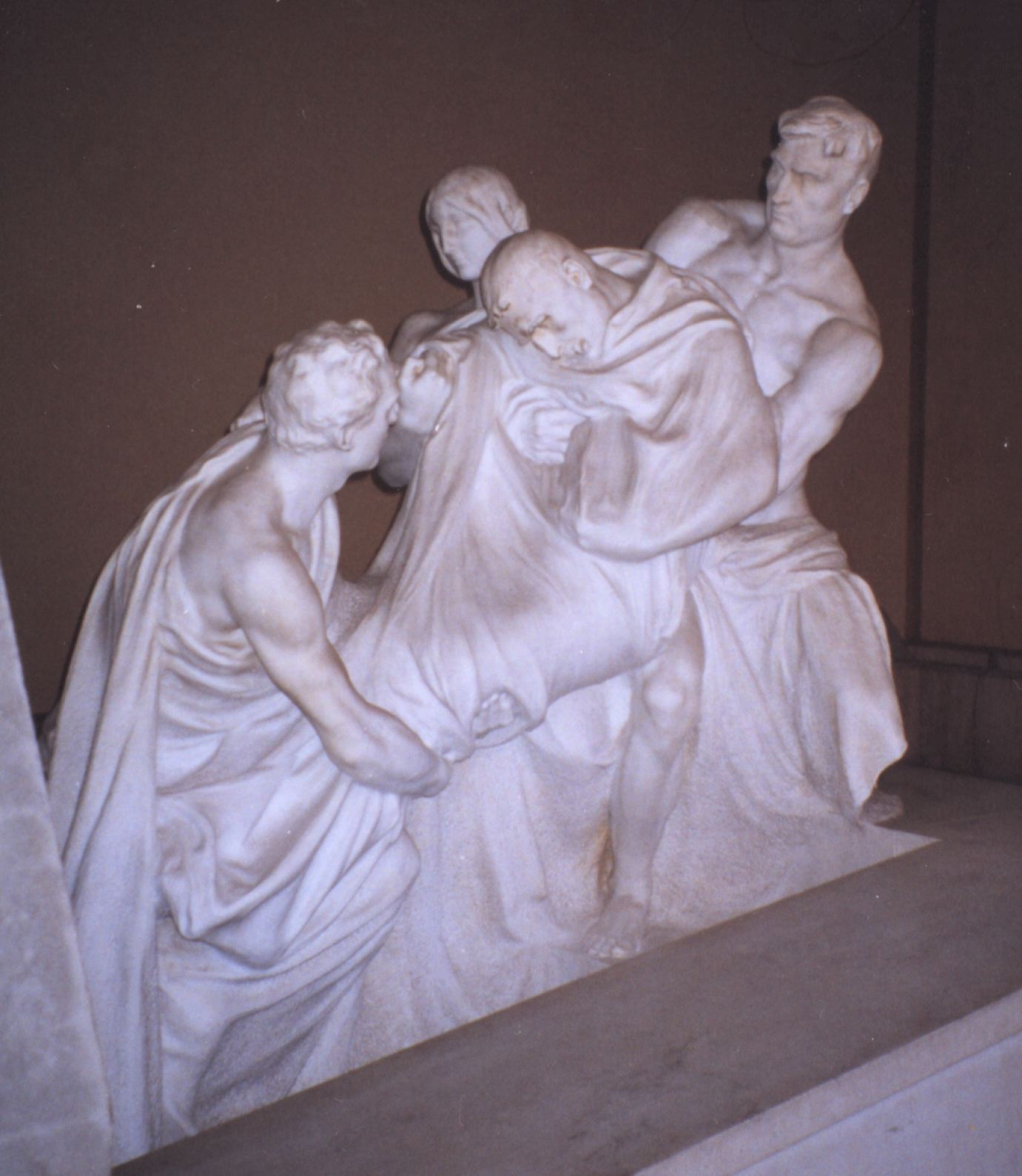
Tombe de Canalejas au Panthéon des hommes illustres à Madrid

Le 12 novembre 1912, le président du Conseil est assassiné alors qu'il regarde la vitrine de la librairie San Martín en plein centre de Madrid, au croisement de la Puerta del Sol et de la rue Carretas. L'agresseur, l'anarchiste Manuel Pardiñas Serrano, qui ne figurait pas dans les registres policiers des anarchistes fichés, lui tire trois balles dans le dos.
Quelques instants plus tard, l'assassin est pris à partie à coups de matraque par un policier et, se sentant cerné, il se suicide de deux coups de feu tirés avec la même arme que celle ayant servi pour l'attentat. Canalejas meurt avant d'arriver au siège du ministère de l'Intérieur où il a été transporté. De nombreuses personnes assistent à ses funérailles comme Álvaro Figueroa y Torres Mendieta, comte de Romanones, et Manuel García Prieto, marquis d'Al Hoceima, en majorité des libéraux.
Il est inhumé au Panthéon des hommes illustres, à Madrid, sous un mausolée dû au sculpteur Mariano Benlliure.
Son assassinat et son enterrement font l'objet, peu après, d'un court-métrage intitulé Asesinato y entierro de Don José Canalejas, réalisé par Enrique Blanco et Adelardo Fernández Arias, sorti en Espagne le 12 décembre suivant.

## Source
- (es) Cet article est partiellement ou en totalité issu de l’article de Wikipédia en espagnol intitulé « José Canalejas » (voir la liste des auteurs).

- (es) Cet article est partiellement ou en totalité issu de l’article de Wikipédia en espagnol intitulé « Atentado contra José Canalejas » (voir la liste des auteurs).